# Maule
Region Maule je jedním z chilských regionů. Sousedí na severu s regionem O'Higgins, na jihu s regionem Ñuble. Na východě je ohraničen státní hranicí s Argentinou, na západě Pacifikem. Zabírá 4,00 % rozlohy celého Chile a žije zde 5,89 % chilské populace.

## Administrativní dělení regionu
Region se dále dělí na 4 provincie a 30 komun.
| Provincie           | Komuna             |  |
| ------------------- | ------------------ |  |
| Provincie Cauquenes | 1 Cauquenes        |  |
| Provincie Cauquenes | 2 Chanco           |  |
| Provincie Cauquenes | 3 Pelluhue         |  |
| Provincie Curicó    | 4 Curicó           |  |
| Provincie Curicó    | 5 Hualañé          |  |
| Provincie Curicó    | 6 Licantén         |  |
| Provincie Curicó    | 7 Molina           |  |
| Provincie Curicó    | 8 Rauco            |  |
| Provincie Curicó    | 9 Romeral          |  |
| Provincie Curicó    | 10 Sagrada Familia |  |
| Provincie Curicó    | 11 Teno            |  |
| Provincie Curicó    | 12 Vichuquén       |  |
| Linares             | 13 Colbún          |  |
| Linares             | 14 Linares         |  |
| Linares             | 15 Longaví         |  |
| Linares             | 16 Parral          |  |
| Linares             | 17 Retiro          |  |
| Linares             | 18 San Javier      |  |
| Linares             | 19 Villa Alegre    |  |
| Linares             | 20 Yerbas Buenas   |  |
| Provincie Talca     | 21 Constitución    |  |
| Provincie Talca     | 22 Curepto         |  |
| Provincie Talca     | 23 Empedrado       |  |
| Provincie Talca     | 24 Maule           |  |
| Provincie Talca     | 25 Pelarco         |  |
| Provincie Talca     | 26 Pencahue        |  |
| Provincie Talca     | 27 Río Claro       |  |
| Provincie Talca     | 28 San Clemente    |  |
| Provincie Talca     | 29 San Rafael      |  |
| Provincie Talca     | 30 Talca           |  |

## Fotogalerie

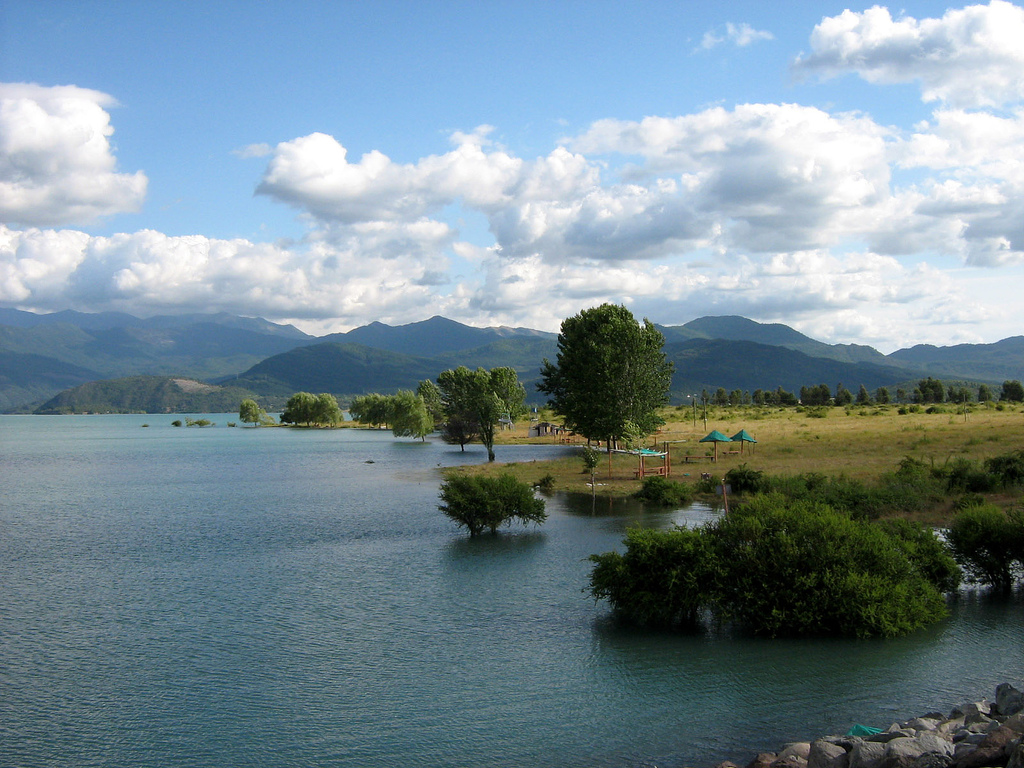
jezero Colbún
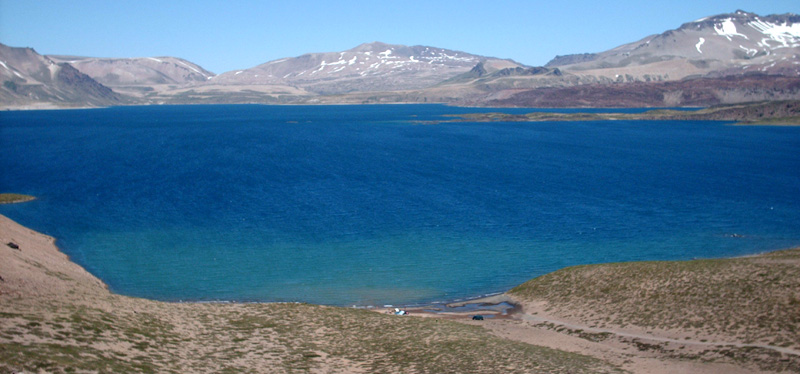
laguna Maule
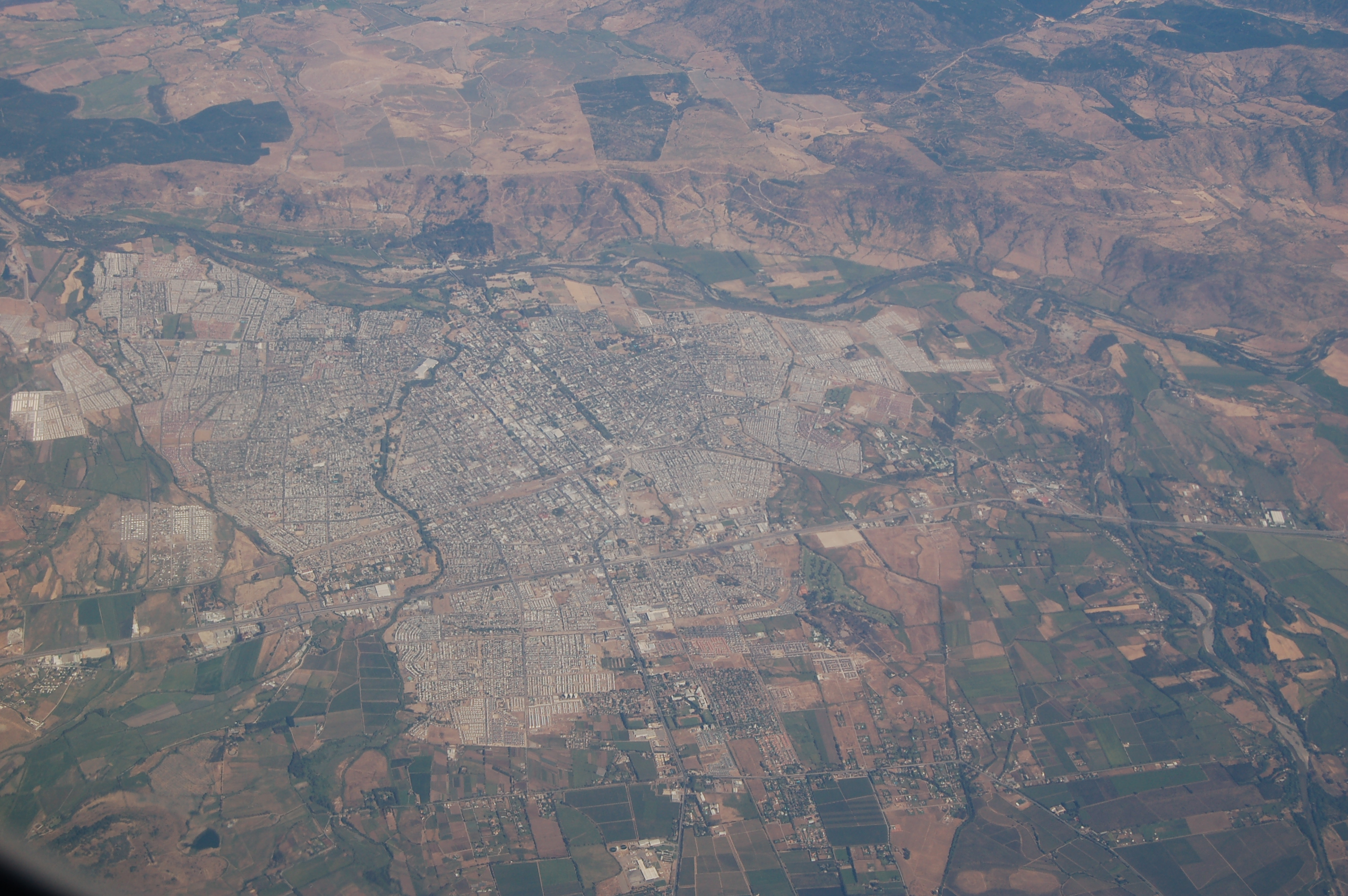
město Talca
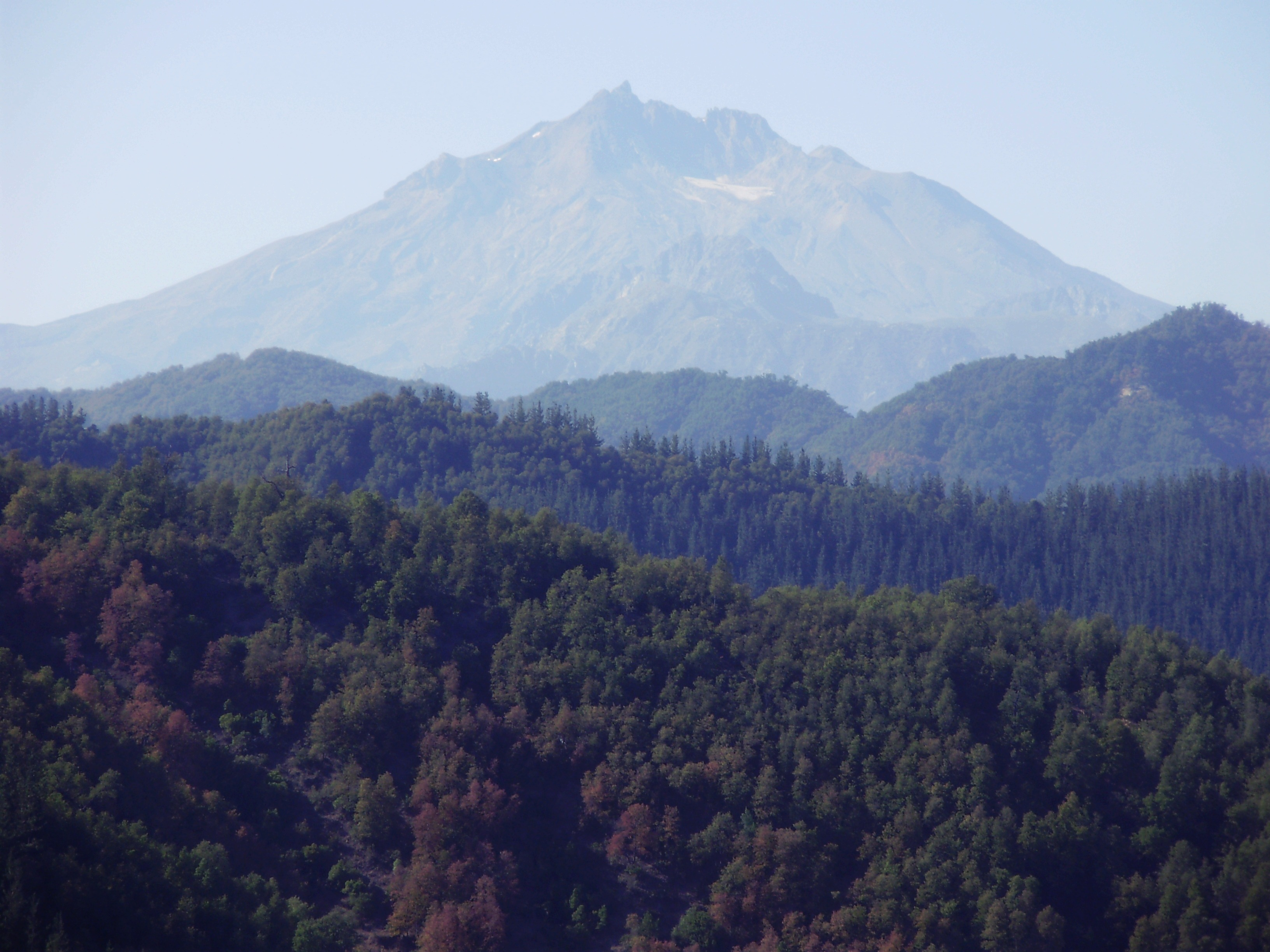
pohoří Longavi